# Бако, Ярослав
Ярослав Юзеф Бако (пол. Jarosław Józef Bako; род. 12 августа 1964, Ольштын) — польский футболист, игравший на позиции вратаря. Провёл 35 матчей за сборную Польши. Известен по своим выступлениям за ЛКС (Лодзь), Заглембе (Любин), Бешикташ и Хапоэль (Тель-Авив). Тренер вратарей клуба Заглембе (Любин).

## Биография
Воспитанник ольштынского футбола. Карьеру начинал в местной команде ОКС Стомил. Играл в ряде польских клубов. В сезоне 1990/91 года завоевал чемпионские медали, играя в составе любинского Заглембе. После этого успеха был подписан одним из ведущих турецких клубов, стамбульским Бешикташем. В составе этого клуба стал чемпионом Турции сезона 1991/92 годов и выиграл турецкий Суперкубок.
После двух лет в Турции на один сезон вернулся в Польшу, а затем уехал играть в Израиль. В январе 1994 года тренер Хапоэль (Тель-Авив) Моше Синай, подписал Бако в качестве основного вратаря клуба. Уже в первом-же сезоне команда добралась до финала Кубка Израиля. В тот период в команде блистало польское трио — Бако, Казимеж Москаль и Дамиан Лукасик. В сезоне 1995/96 года принял участие в дебютном выступлении команды в Кубке УЕФА. Затем играл в столичном Хапоэле.
В 1997 году Бако вернулся в Стомил, в котором играл ещё три сезона. В 2000 году вратарь решил уйти на покой. В том же году сыграл свои последние 5 матчей, в полу-любительском илавском Езёраке.
Стал тренером молодёжного состава варшавской Полонии. Затем был в ней-же тренером вратарей. В 2012 году стал помощником тренера команды Петра Стоковеца. После дисквалификации команды и её опускания в 4 лигу, стал тренером вратарей в белостокской Ягеллонии. В 2014 году занял аналогичную должность в Заглембе (Любин).
В 1988—1993 годах провёл 35 игр за сборную Польши. Дебютировал 1 июня 1988 года в Москве, в товарищеском матче со сборной СССР. Пропустил за время игры в сборной 35 мячей.